# Salzgau (Ostfalen)
Der Salzgau (auch Salthga, Saltga oder Saltgo genannt) war eine sächsische Gaugrafschaft und ein Teil der sächsischen Provinz Ostfalen auf dem Gebiet des heutigen Niedersachsen.

## Lage und Umfang
Der Salzgau grenzte im Westen an den Ambergau, im Norden an den Astfalengau, im Nordosten an den Leragau, im Südosten an den Harzgau (Hartingau) und im Süden an den Densigau (Bann Haringen).
Die Versammlungsstätte lag in Ringelheim, wahrscheinlich an der Stelle, an der später die Johanniskirche erbaut wurde. Flurnamen wie „Königsstuhl“ und „Königsstuhlmorgen“ weisen darauf hin, dass es eine weitere Malstätte des Salzgaus in der Nähe der Salzquellen gab. Diese Stätte lag auf der Grenze zwischen Ringelheim und dem damaligen Salzgitter, südlich davon lag der Galgenberg (später Schacht Galberg), die Richtstätte des Gaues.
Der Salzgau umfasste im Wesentlichen die späteren Banne bzw. Archidiakonate Ringelheim und Gitter am Berge. Zum Bann Ringelheim gehörten:
- Ringelheim
- Alt- und Neu Wallmoden
- Baddeckenstedt, Elbe und Heere
- Sehlde, Haverlah, Steinlah und Gustedt

Zum Bann Gitter gehörten:
- Gitter am Berge
- Salzgitter, das heutige Salzgitter-Bad und Kniestedt

## Geschichte

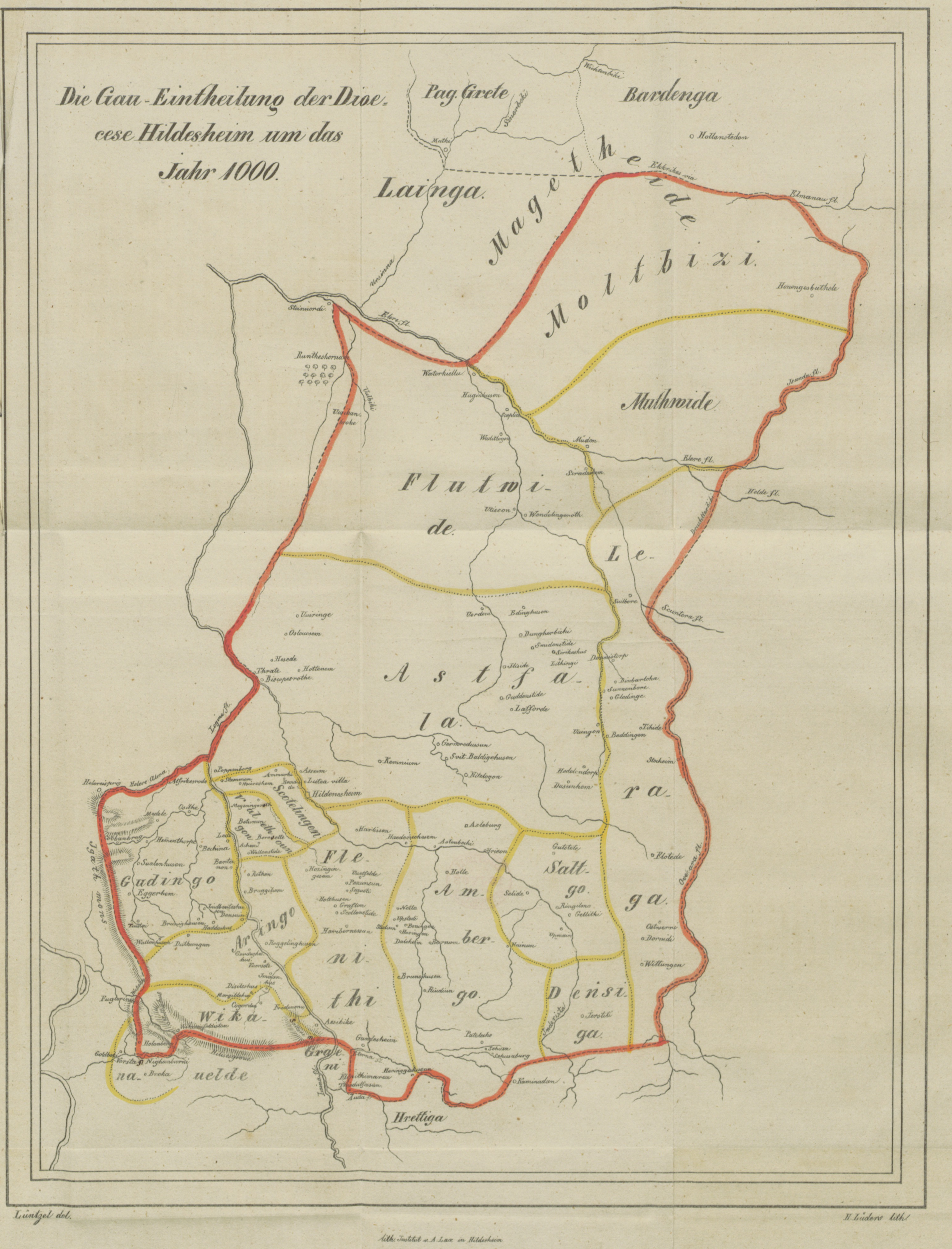
Der Salzgau (Saltgo) auf einer Karte der Gaueinteilung des Bistums Hildesheim um das Jahr 1000.

Der Salzgau war wahrscheinlich aus Teilen des älteren Ambergau oder des Astfalengau hervorgegangen. Hauptort des Gaues war Ringelheim.
Seinen Namen leitet der Salzgau von den Salzquellen im Bereich der heutigen Altstadt von Salzgitter-Bad her. Bei Ausgrabungen wurden hier Siederückstände gefunden, die auf eine Salzgewinnung schon um 600 schließen lassen. Von dieser Salzquelle erhielt auch die Region ihren Namen und um 800 erschien der Saltgha in der fränkischen Gauverfassung.
Die Komitatrechte (comitatus = Amtsbezirk eines Gaugrafen) lagen anfänglich im Besitz der Immedinger (Graf Immat hatte 941 das Kloster Ringelheim gestiftet), seit Mitte des 10. Jahrhunderts bei den Brunonen. Heinrich III. übertrug 1051 die Rechte am Salzgau („pagus Saltgo“) und sechs weiteren Gauen an den Bischof Azelin von Hildesheim. In einer Urkunde von Heinrich IV. wurde diese Stiftung 1057 bestätigt. Nachdem Lothar III. die Grafschaften 1125 neu geordnet hatte, fiel der Salzgau an die Herren von Wöltingerode. Diese verkauften ihre „comica ad Soltga“ 1275 wieder an den Bischof von Hildesheim. 1384 wurde der Besitz des Bischofs im Salzgau durch den König erneut bestätigt.
Anfang des 14. Jahrhunderts war der Salzgau aufgeteilt in einen südlichen Teil, der zur Liebenburg (1292 erbaut) gehörte, und einen nördlichen Teil, der zur Burg Wohldenberg (1153–1160 erbaut) gehörte. Beide nutzten anfangs dieselbe Gerichtsstätte; noch 1313 hieß es dazu, dass die Vögte von Liebenburg und Wohldenberg hier gemeinsam Recht sprächen („De voget to der Levenborch vnde de voget to Woldenberch scolent sement sitten dat richte vnde dat godinch to Ringelem“ (Adolf Lüntzel: Diöcese Hildesheim, S. 166)). Als dann 1392 die Liebenburg als Sitz des Gerichtes genannt wurde, war die Teilung des Salzgaus bereits vollzogen.